# Yume no Hajima-Ring Ring
Singles de Kyary Pamyu Pamyu
Mottai Night Land
(6 novembre 2013) Family Party
(16 avril 2014)
Yume no Hajima Ring Ring (ゆめのはじまりんりん, Yume no Hajima Rin Rin ou Yume no Hajima-Ring Ring ; trad. : « La sonnerie de commencent d'un rêve ») est le huitième single physique de la chanteuse pop japonaise Kyary Pamyu Pamyu.

## Informations
Le single est sorti le 26 février 2014 sur le label Unborde de Warner Music Group, en deux éditions: une régulière et une limitée ; la couverture des éditions régulière et limitée représente Kyary portant une robe surdimensionnée et colorée avec une perruque turquoise, accompagnée de personnes étant dernière elle portant des habits de nuit notamment le pyjama. L'édition limitée comporte une vidéo de la chorégraphie de la chanson Ninjari Ban Ban, faite par les danseurs de Kyary. Le single atteint par ailleurs la 11e place des classements hebdomadaires des ventes de l'Oricon, c'est la première fois qu'un single de Kyary n'atteint pas l'une des dix premières meilleures places de l'Oricon. Il reste cependant classé à l'Oricon pendant huit semaines en se vendant au total de 17 545 exemplaires.
La chanson-titre porte sur le thème de la nouvelle année. Elle a notamment été utilisée comme spot publicitaire pour la compagnie CHINTAI (賃貸). Le 1er janvier 2014, Kyary a annoncé son nouveau single dans lequel est ajouté son message de la nouvelle année  et a confirmé le titre plus tard, pendant son concert de son prochain anniversaire "Kyary Pamyu Pamyu no Magical Wonder Castle" (きゃりーぱみゅぱみゅのマジカルワンダーキャッスル, lit. "Le château magique merveilleux de Kyary Pamyu Pamyu") le 18 et 19 janvier 2014. La pochette et les informations sur sa deuxième tournée mondiale, Nanda Collection World Tour, sont alors révélées plus tard par son label d'enregistrement Unborde. Le plan de Kyary pour 2014 est l'« évolution », puisque le single portant sur le thème de l'esprit du nouvel an. Elle figurera sur l'album Pika Pika Fantajin en une nouvelle version pour l'album.
La deuxième chanson est Slow-mo, et a elle aussi été utilisée comme spot publicitaire le 3 décembre 2013. Elle est pour la première fois entendue dans la publicité pour les lunettes de marque ALOOK, mettant en vedette Kyary vêtue d'une tenue faite de lunettes. Le single comprend les versions instrumentales de ces chansons et une version remixée du 7e single Mottai Night Land sorti quatre mois auparavant.

## Liste des titres
Toutes les chansons sont écrites et composées par Yasutaka Nakata.
| 1. | Yume no Hajima-ring ring (ゆめのはじまりんりん)                               | 3:22 |
| 2. | Slow mo (スローモ)                                                            | 3:34 |
| 3. | Mottai Night Land -extended mix- (もったいないとらんど -extended mix-)        | 4:51 |
| 4. | Yume no Hajima-Ring Ring -instrumental- (ゆめのはじまりんりん -instrumental-) | 3:22 |
| 5. | Slow mo -instrumental- (スローモ -instrumental-)                              | 3:34 |

| 1. | Ninja Re Bang Bang Choreography Video by Kyary Dancer (にんじゃりばんばん by きゃりーダンサー) |  |